# كارين تي تايلور
كارين تي تايلور (بالإنجليزية: Karen T. Taylor)‏ هي نحّاتة وفنانة أمريكية، ولدت في 6 مارس 1952 في فورت وورث في الولايات المتحدة.

## وصلات خارجية
- كارين تي تايلور على موقع IMDb (الإنجليزية)